# 奧迪諾卡亞冰原島峰
71°32′S 6°10′E / 71.533°S 6.167°E
奧迪諾卡亞冰原島峰，是南極洲的冰原島峰，位於毛德皇后地的阿斯特里德公主海岸，屬於穆利格-霍夫曼山脈的一部分，由挪威探險隊的測量和空中照片被繪入地圖，現時由南極條約體系管理。